# 디아루가
디아루가는 포켓몬스터 시리즈에 등장하는 가공의 캐릭터(몬스터)이다.

## 특징
시간을 조종하는 능력을 갖고 있다. 전체적으로 어두운 남색 바탕의 몸에 푸르스름한 화살표 모양의 줄무늬가 있다. 머리, 등, 가슴에 은색 철갑이 붙어 있는데 특히 가슴 부위의 철갑 한가운데에는 다이아몬드처럼 빛나는 결정이 박혀 있다. (포켓몬스터 DP 디아루가 버전의 메인화면에서는 다이아몬드 이외의 부분은 실루엣으로 푸른 모양이 실루엣 안에 왔다 갔다 함)뒤통수는 수정 기둥 모양으로 길게 돌출된 형태이다. 작품 내의 신화에서는 시간의 흐름을 만들어내는 시간의 신이라 불리며, 신오지방을 창조했다고 전해진다. 펄기아의 대립점에 있는 포켓몬이다. 몸무게는 683kg으로 신오 지방에서는 기라티나 (어나더폼) 다음으로 가장 무겁다. 무게로 따지면 전체 (그란돈, 기라티나, 디아루가, 메타그로스, 잠만보 순 <1~5>)3위였는데 코스모움이나 철화구야, 무한다이노한테 밀려서 지금은 아니지만, 신오에선 2위이다.(전국도감 획득 전에는 디아루가가 1위-포켓몬스터Pt 기라티나 버전에서는 2위) 암수구별이 없다,

## 게임에서의 디아루가
디아루가는 기본적으로 메탈클로, 시간의 포효, 드래곤크루, 원시의 힘을 사용한다.
디아루가는 불대문자, 섀도크루, 용성군, 대지의 힘 등의 기술 등을 배울 수 있다. 또한 전용 아이템인 금강옥을 지니게 하면 기술의 위력이 올라간다. 단 물 타입의 기술은(예: 파도타기, 폭포오르기, 물의파동, 아쿠아제트 등) 배울 수 없다.
디아루가는 땅 타입과 격투 타입의 기술에는 매우 취약하다. 포켓몬 리그의 챔피언을 이기고 전당등록을 한 뒤에 도전할 수 있는 배틀타워에서는 다른 전설의 포켓몬들과 같이 참가할 수 없다. Pt 기라티나에서는 디아루가의 레벨이 70으로 올라가 있는데, 레벨 70짜리 디아루가를 잡으면 레벨 90까지 가는 속도가 이전보다 빨라지게 되고 톱 트레이너 카페에서 무청을 상대할 때에 더욱 유리하다. 강력한 기술인 지진은 TM으로, 대지의 힘, 시간의 포효는 하트비늘로 떠올리고, 강력기라고 불리는 역린 등은 NPC에게서 배울 수 있다. 전용기는 "시간의포효"이다.
포켓몬 불가사의 던전 시간의 탐험대·어둠의 탐험대에서는 어둠의 디아루가로 나오지만, 주인공이 미래포켓몬이라 없어질 위기에 처하자 시간을 바꿔 살려낸다. 하지만 그 일 때문에 펄기아가 나타난다.
2021년 11월에 발매한 포켓몬스터 브릴리언트 다이아몬드버전에서 다시 모습을 드러냈다.
최근 발매한 포켓몬스터 레전드 아르세우스에서 오리진 폼이 등장했다.
포켓몬고에서도 마스터리그에서 자주 쓰이며, 많이 쓰이는 기술은 용의 숨결(노말)|아이언 헤드, 용성군(스페셜)이다.

## 애니메이션에서의 디아루가
《디아루가vs펄기아vs다크라이》에서는 펄기아와 치열한 결투를 벌이다 현세의 아라모스타운에 강림을 했다. 그렇게 펄기아와 계속 싸우고 있다가 지우가 오라시온이라는 음반을 시공의 탑에 들려주자 디아루가는 사라지고 펄기아는 공간을 되돌려 놓았다. 여기서 펄기아가 아라모스에 나타난 이유는 디아루가가 펄기아의 진주를 깨뜨려 공격을 피하려다가 공간을 아라모스타운으로 피했기 때문이다.
《기라티나와 하늘의 꽃다발 쉐이미》에서는 디아루가가 물을 마시려고 왔다가 반전 세계에 있는 기라티나가 목격. 기라티나는 디아루가를 반전 세계로 떨구었다. 그렇게 디아루가와 기라타나는 싸우다가 쉐이미가 시드 플레어를 사용해 디아루가는 탈출했으나 기라티나는 디아루가 때문에 나가지도 못했다. 극장판의 사건들이 발생한 주범 중 하나가 되었으며, 사건이 해결될 무렵 기라티나는 디아루가가 있는 이차원 세계로 날아갔다.
《아르세우스 초극의 시공으로》에서는 펄기아와 디아루가 자신이 11기(기라티나와 하늘의 꽃다발 쉐이미)에서 끌여들인 기라티나와 환상의 포켓몬인 아르세우스와 더불어 연장전을 벌인다.
《포켓몬스터 DP》 4기에서는 펄기아와 함께 태홍이 가지고있는 붉은쇠사슬의 힘에 조종당한다.

## 같이 보기
- 포켓몬스터
- 포켓몬의 목록